# Souhvězdí Hydry

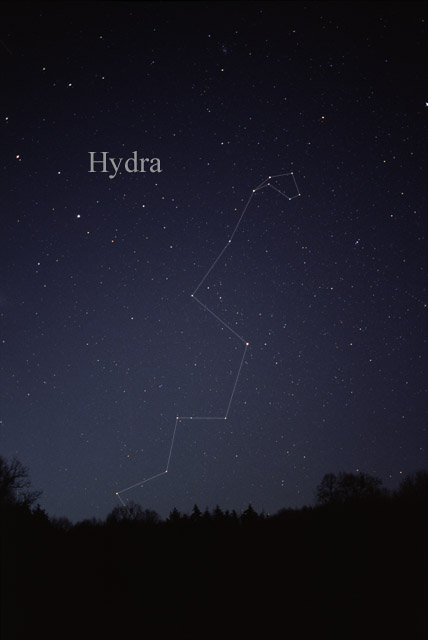
Souhvězdí Hydry na noční obloze.

Hydra je souhvězdí ležící na nebeském rovníku (větší část má na jižní polokouli). Je nejrozsáhlejším a nejdelším ze souhvězdí moderní astronomie. Byla jedním ze 48 souhvězdí zavedených Ptolemaiem. Jelikož jí prochází nebeský rovník, je alespoň z části pozorovatelná kdekoliv na Zemi.

## Popis
Hydra je nejužší a zároveň nejdelší souhvězdí. V rektascenzi se táhne více než šest hodin. Původně byla Hydra ještě větší, ale astronomové John Flamsteed a Johannes Hevelius ji z praktických důvodů rozdělili na čtyři menší souhvězdí: Sextant, Pohár, Havrana a Hydru. Ve hvězdných mapách se objevilo dokonce ještě jedno malé souhvězdí mezi Hydrou, Vývěvou a Kompasem, které bylo nazváno Kočka – Felis. Nebylo však astronomickou veřejností přijato a zaniklo. V souhvězdí se nachází asterismus Hlava Hydry, což je obrazec tvořený spojnicí hvězd δ – ε – ζ – η – ρ – σ. Tento poměrně výrazný obrazec leží jižně od souhvězdí Raka. Nejjasnější (prakticky jedinou jasnou) hvězdou souhvězdí je α Hydrae, která se jmenuje Alphard.

## Původ jména
V řecké mytologii se k tomuto souhvězdí vážou dvě legendy. Podle jedné představuje Hydra hada, kterého měl zabít Héraklés v rámci dvanácti úkolů, které dostal od mykénského krále Eurysthea. Héraklés tuto devítihlavou nestvůru vyhnal z močálu pomocí ohnivých šípů a v následném zápase jí drtil hlavy svým kyjem. Místo každé zničené hlavy jí však narostly další dvě. Hydře navíc pomáhal krab, který Héraklovi útočil na nohy. Toho však Héraklés rozšlápl a na obloze ho připomíná souhvězdí Raka. Héraklovi nakonec pomohl jeho přítel Ioláos, který Hydře pálil pahýly po rozdrcených hlavách, takže další hlavy nemohly narůstat. Tak Héraklés Hydře rozdrtil všechny hlavy a zabil ji.
Podle druhé legendy souhvězdí představuje vodního hada, na kterého se vymluvil havran, když letěl s pohárem pro vodu Apollónovi a zdržel se při čekání na zralé fíky. Tuto legendu připomínají sousední souhvězdí Havrana a Poháru.

## Hvězdy

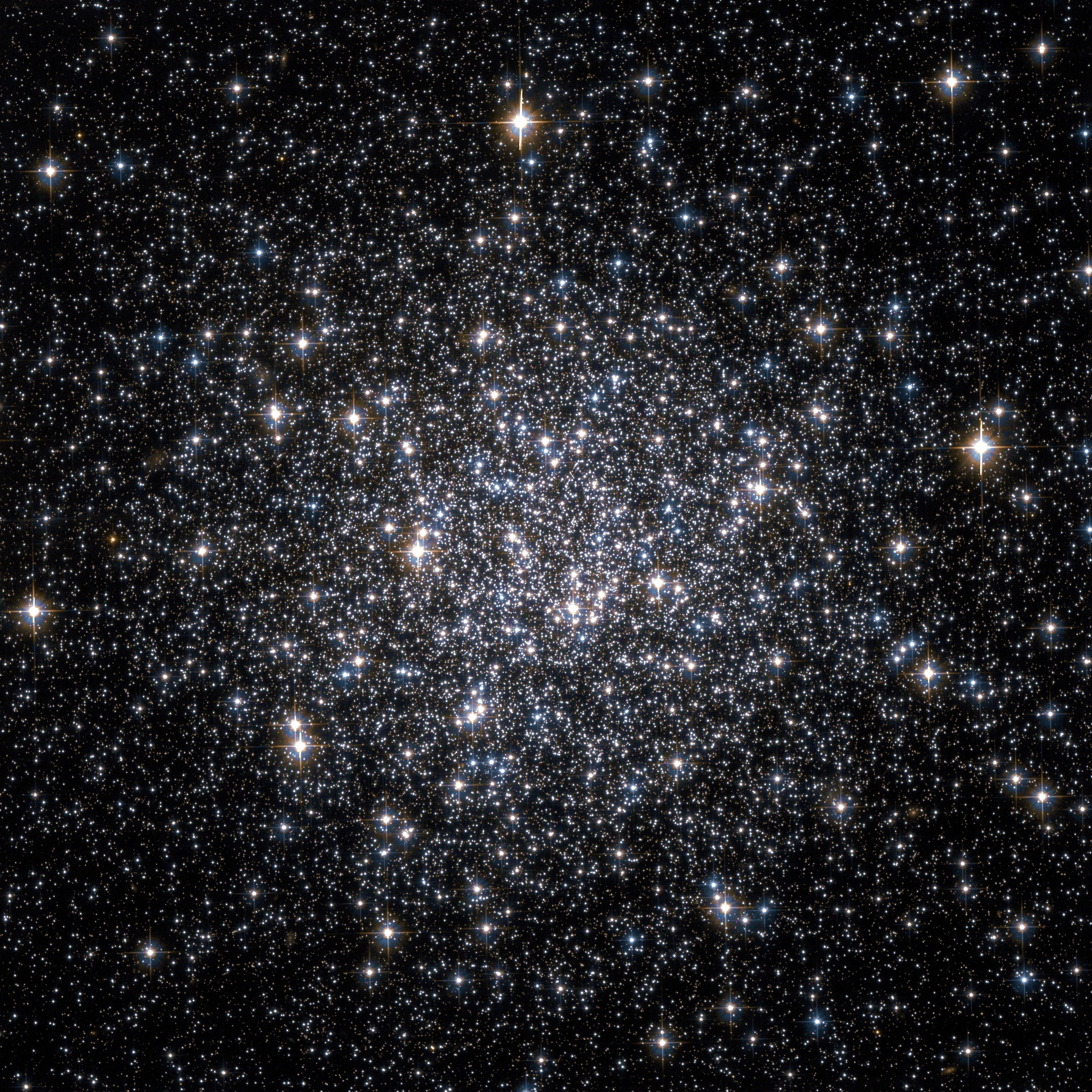
Kulová hvězdokupa Messier 68

| Hvězda | Jméno   | Hvězdná velikost |
| ------ | ------- | ---------------- |
| α Hya  | Alphard | 2,0m             |
| γ Hya  | γ Hya   | 2,99m            |
| ζ Hya  | ζ Hya   | 3,1m             |
| β Hya  | β Hya   | max. 4,27m       |

Nejjasnější hvězdou v Hydře je Alphard (α Hya), jejíž jméno zní arabsky al-fard a znamená to „osamocená“, protože v jejím okolí nejsou další jasné hvězdy. Její hvězdná velikost je 2,0 a od Země je vzdálená asi 180 světelných let.
Beta Hydrae (β Hya) je těsná dvojhvězda vzdálená 370 světelných let od Země. Její hvězdná velikost se mění s periodou 2,344 dne a nejvýše dosahuje hodnoty 4,27. Jasnější složka této dvojhvězdy je proměnnou hvězdou typu α Canum Venaticorum.

## Objekty vzdáleného vesmíru
V Hydře se nacházejí tři objekty Messierova katalogu: M 48, M 68 a M 83. Pod Alphardem se nachází silný rádiový zdroj Hydra A.

### Hvězdokupy
Messier 48 je otevřená hvězdokupa, která má hvězdnou velikost 5,8 a za příznivých podmínek tak může být viditelná i pouhým okem. Její nejjasnější hvězdy mají hvězdnou velikost 8 a k jejich pozorování stačí triedr. Středně velkým dalekohledem se dá napočítat asi 50 jejích členů do 13. hvězdné velikosti. Hvězdokupa je od Země vzdálená pouhých 1 500 světelných let, a proto má poměrně velkou úhlovou velikost, takže je na její pozorování výhodné použít menší zvětšení.
Messier 68 je kulová hvězdokupa vzdálená od Země asi 33 000 světelných let. Dá se vyhledat i triedrem, ale její nejjasnější hvězdy s hvězdnou velikostí 12,5 ukáže až středně velký dalekohled. Kvůli její velké jižní deklinaci ve střední Evropě nevychází příliš vysoko nad obzor.
Hydra obsahuje ještě jednu kulovou hvězdokupu NGC 5694, ale ta má 10. hvězdnou velikost. Může být viditelná i menšími dalekohledy, ale od Země je vzdálená 114 100 světelných let, takže její nejjasnější hvězdy mají hvězdnou velikost 16,5 a na hvězdy ji tak nerozloží ani větší hvězdářské dalekohledy.

### Mlhoviny
V Hydře je také jedna poměrně jasná planetární mlhovina NGC 3242, která má podobný úhlový rozměr jako Jupiter, a proto se jí někdy říká Jupiterův duch. Od Země je vzdálená asi 1 500 světelných let. Dalekohledem se dá pozorovat i její ústřední hvězda, která má hvězdnou velikost 11,5.

### Galaxie
Nejjasnější galaxií v Hydře je galaxie Jižní větrník, která má také označení Messier 83. Od Země je vzdálená pouhých 15 milionů světelných let, takže se řadí mezi nejjasnější a nejhezčí galaxie pozemské oblohy. Její široká spirální ramena připomínají větrník, ale protože takový název už dostala galaxie M 101, nazývá se tato Jižní větrník. Triedrem se dá pozorovat jako oválná mlhavá skvrna a středně velký hvězdářský dalekohled může ukázat náznaky jejích ramen. Ani tato galaxie však ve střední Evropě nevychází vysoko nad obzor.
Ještě mnohem blíže k Zemi než Jižní větrník leží malá nepravidelná galaxie NGC 3109, která je vzdálená pouhých 4,5 milionů světelných let a je členem Místní skupiny galaxií. Její hvězdná velikost je 10 a za příznivých podmínek je vidět i menšími dalekohledy.
Asi 22 milionů světelných let je od Země vzdálená spirální galaxie NGC 3621, která má hvězdnou velikost 9,4 dá se pozorovat i malým dalekohledem jako drobná eliptická skvrnka.
V západní části souhvězdí leží eliptická galaxie NGC 5061, která je od Země vzdálená 77,5 milionů světelných let, má hvězdnou velikost 10,3 a je hlavním členem malé skupiny galaxií.
Za zmínku ještě stojí čočková galaxie NGC 4993, ve které byl 16. října 2017 pozorován optický protějšek gama záblesku, který byl zaznamenán současně se zachycením gravitačních vln. Tato galaxie je od Země vzdálená 130 milionů světelných let.